# Tiana
Tiana (sardinsky: Tìana) je italská obec (comune) v provincii Nuoro v regionu Sardinie. Nachází se ve výšce 564 metrů nad mořem a má  obyvatel. Rozloha obce je 19,32 km².